# Martin Schmitt
Martin Schmitt (Villingen-Schwenningen, 29 de enero de 1978) es un deportista alemán que compitió en salto en esquí. Su hermano Thorsten también compitió en el mismo deporte.
Participó en cuatro Juegos Olímpicos de Invierno, entre los años 1998 y 2010, obteniendo en total tres medallas en la prueba de trampolín grande por equipo, plata en Nagano 1998 (junto con Sven Hannawald, Hansjörg Jäkle y Dieter Thoma), oro en Salt Lake City 2002 (con Sven Hannawald, Stephan Hocke y Michael Uhrmann), plata en Vancouver 2010 (con Michael Neumayer, Andreas Wank y Michael Uhrmann).
Ganó diez medallas en el Campeonato Mundial de Esquí Nórdico entre los años 1997 y 2011.

## Palmarés internacional
| Juegos Olímpicos   | Juegos Olímpicos                | Juegos Olímpicos  | Juegos Olímpicos  |
| Año                | Lugar                           | Medalla           | Prueba            |
| ------------------ | ------------------------------- | ----------------- | ----------------- |
| 1998               | Nagano (Japón)                  | Medalla de plata  | TG por equipos    |
| 2002               | Salt Lake City (Estados Unidos) | Medalla de oro    | TG por equipos    |
| 2010               | Vancouver (Canadá)              | Medalla de plata  | TG por equipos    |
| Campeonato Mundial |                                 |                   |                   |
| Año                | Lugar                           | Medalla           | Prueba            |
| 1997               | Trondheim (Noruega)             | Medalla de bronce | TG por equipos    |
| 1999               | Ramsau (Austria)                | Medalla de oro    | TG individual     |
| 1999               | Ramsau (Austria)                | Medalla de oro    | TG por equipos    |
| 2001               | Lahti (Finlandia)               | Medalla de oro    | TG individual     |
| 2001               | Lahti (Finlandia)               | Medalla de oro    | TN TG por equipos |
| 2001               | Lahti (Finlandia)               | Medalla de plata  | TN individual     |
| 2001               | Lahti (Finlandia)               | Medalla de bronce | TN por equipos    |
| 2005               | Oberstdorf (Alemania)           | Medalla de plata  | TN por equipos    |
| 2009               | Liberec (República Checa)       | Medalla de plata  | TG individual     |
| 2011               | Oslo (Noruega)                  | Medalla de bronce | TN por equipos    |